# Górna Kamienna
Górna Kamienna – część miasta Skarżysko-Kamienna w  powiecie skarżyskim w województwie świętokrzyskim, usytuowana w centralnej części miasta.
Administracyjnie wchodzi w skład Osiedla Przydworcowego. Obejmuje tereny na północn od Kamiennej, prekursora obecnego miasta, w rejonie ulicy Spółdzielczej.